# Haifa (pel·lícula)
Haifa (àrab: حيفا, Ḥayfā) és una pel·lícula coproducció de Palestina, Alemanya i Holanda filmada en color dirigida per Rashid Masharawi sobre el seu propi guió que es va estrenar en 1996 i va tenir com a actors principals Mohammad Bakri, Ahmad Abu Sal’oum, Hiam Abbass i Nawal Zaqout.

## Argument
L'acció del film transcorre quan l'autonomia negociada per a Palestina en 1994 fa que es vegi possible arribar a la pau entre palestins i israelians. Haifa viu en un camp de refugiats i és considerat «el boig del poble». El recorre constantment i així s'assabenta de moltes de les coses que allí hi succeeixen. Té un vincle amistós amb la família d'Abu Said, un antic policia que espera tornar al seu càrrec si es produeix un canvi polític. La seva esposa Oum Said espera amb ansietat que el seu fill gran Said surti de presó i, mentrestant, li busca una esposa que asseguri el seu avenir. Els seus altres fills són el cínic i desesperançat Siad i Sabah, la filla de dotze anys que veu el costat romàntic de la vida.

## Repartiment
Van intervenir en la pel·lícula els següents intèrprets:
- Mohammad Bakri: Haifa
- Ahmad Abu Sal’oum: Abu Said
- Hiam Abbass: Oum Said
- Nawal Zaqout: Sabah
- Fadi El-Ghoul: Siad
- Areen Omari: Samira
- Khaled Awad…Abbas
- George Ibrahim: Carter
- Mariam El-Hin: tia de Haifa
- Mahmoud Qadah: Said
- Hussam Abu Eisheh: barber
- Samer Abu Eisheh: fill del barber
- Younis Younis: Younis
- Osama Masri: reparador del televisor
- Samyah Bakri: mare de la possible núvia

## Premis i nominacions
La pel·lícula va integrar la selecció oficial de la secció Un certain regard  del 49è Festival Internacional de Cinema de Canes el 1996.
Festival Internacional de Cinema del Caire
- Haifa guanyadora del Premi a la Millor Pel·lícula Àrab en 1995.[2];Festival Medifilm 1995 (Roma)
- Haifa guanyadora del Premi a la Millor Creació Artística.[2]

Festival de Cinema de Cartago (Tunísia)
- Haifa guanyadora del Premi de Bronze.[2]

XVII edició de la Mostra de València
- Mohammed Bakri, menció a la millor actuació masculina per la seva participació a 'Haifa en 1996[4]

Festival Internacional de Cinema de Jerusalem
- Haifa guanyadora del Premi a la Millor Pel·lícula estrangera en 1995.[2]